# HTC-Highroad
HTC-Highroad（國際自盟代碼：THR），是一支职业公路自行车队，前身为1991年成立的德国电信车队（Team Telekom），2004年至2007年间以德国电信子公司T-Mobile冠名为T-Mobile车队。2006-2007年，车队的扬·乌尔里希和帕特里克·辛克维茨等多名车手被查出使用禁药。受此影响，德国电信于2007年撤出冠名赞助，转由美国商人鲍勃·斯泰普尔顿控制的Highroad公司资助，车队注册地也从德国转到美国。2008年，哥倫比亞運動服裝签约赞助3年，2009年，台灣智慧型手機製造商宏達電（HTC）签约赞助三年。2011年，车队在HTC赞助期满后未能找到下家，不得不解散。车队解散时仍有托尼·马丁和马克·卡文迪什等好手。